# Frosinone Calcio 2008-2009
Questa voce raccoglie le informazioni riguardanti il Frosinone Calcio nelle competizioni ufficiali della stagione 2008-2009.

## Stagione
In questa stagione 2008-2009, la terza consecutiva in Serie B per il Frosinone, l'allenatore dei ciociari è Piero Braglia. La squadra gialloazzurra ha disputato un torneo stazionando costantemente nelle posizioni di centro classifica. Ma pur rimanendo sempre lontano dalle vere preoccupazioni di classifica, la salvezza arriva matematicamente solo alla penultima di campionato, grazie alla vittoria (1-0) ottenuta al Comunale contro il Cittadella. Nel corso della stagione tra le file dei canarini ha brillato soprattutto la stella del brasiliano Éder Citadin Martins, autore di 14 gol. Nella Coppa Italia il Frosinone subito fuori dal torneo, eliminato dal Crotone.

## Maglia e Sponsor
Nella stagione 2008-2009 lo sponsor tecnico è Legea, mentre il main sponsor è Banca Popolare del Frusinate.

## Rosa
| N. |                     | Ruolo | Calciatore                    |
| -- | ------------------- | ----- | ----------------------------- |
| 1  | Italia (bandiera)   | P     | Vincenzo Sicignano (capitano) |
| 2  | Ungheria (bandiera) | C     | Zsolt Bognár                  |
| 2  | Italia (bandiera)   | D     | Pietromaria Del Duca          |
| 4  | Italia (bandiera)   | C     | Angelo Antonazzo              |
| 5  | Italia (bandiera)   | C     | David D'Antoni                |
| 6  | Italia (bandiera)   | D     | Gennaro Scarlato              |
| 7  | Italia (bandiera)   | C     | Mattia Biso                   |
| 8  | Italia (bandiera)   | C     | Massimo Perra                 |
| 9  | Slovenia (bandiera) | A     | Zlatko Dedič                  |
| 10 | Brasile (bandiera)  | A     | Éder                          |
| 11 | Italia (bandiera)   | C     | Alfredo Cariello              |
| 12 | Italia (bandiera)   | P     | Danilo Sperduti               |
| 13 | Italia (bandiera)   | C     | Massimiliano Carlini          |
| 14 | Italia (bandiera)   | A     | Nunzio Di Roberto             |
| 15 | Italia (bandiera)   | D     | Gianluca Nocentini            |
| 16 | Italia (bandiera)   | C     | Daniele Amerini               |
| 17 | Italia (bandiera)   | A     | Marco Martini                 |
| 18 | Italia (bandiera)   | C     | Giorgio Lucenti               |
| 19 | Italia (bandiera)   | D     | Nicola Ascoli                 |
| 20 | Italia (bandiera)   | C     | Michele Ischia                |
| 20 | Italia (bandiera)   | A     | Simone Cavalli                |

| N. |                       | Ruolo | Calciatore           |
| -- | --------------------- | ----- | -------------------- |
| 22 | Italia (bandiera)     | A     | Gianmarco Scacchetti |
| 23 | Italia (bandiera)     | D     | David Giubilato      |
| 24 | Austria (bandiera)    | C     | Robert Gucher        |
| 25 | Italia (bandiera)     | D     | Antonio Bocchetti    |
| 26 | Italia (bandiera)     | P     | Pierluigi Frattali   |
| 28 | Croazia (bandiera)    | C     | Ivan Rajčić          |
| 29 | Venezuela (bandiera)  | C     | Massimo Margiotta    |
| 29 | Italia (bandiera)     | D     | Domenico Maietta     |
| 30 | Austria (bandiera)    | A     | Dieter Elsneg        |
| 31 | Portogallo (bandiera) | A     | Diogo Tavares        |
| 32 | Italia (bandiera)     | C     | Pio Crisci           |
| 40 | Italia (bandiera)     | D     | Nicholas Guidi       |
| 46 | Italia (bandiera)     | C     | Nicola Carlo Pagani  |
| 46 | Italia (bandiera)     | C     | Yari Testa           |
| 74 | Italia (bandiera)     | C     | Marcel Roman         |
| 78 | Italia (bandiera)     | A     | Vincenzo Santoruvo   |
| 80 | Italia (bandiera)     | C     | Carmine Coppola      |
| 88 | Italia (bandiera)     | C     | Loris Lorini         |
| 90 | Italia (bandiera)     | P     | Mauro Chiodini       |
| 99 | Italia (bandiera)     | D     | Juriy Cannarsa       |

## Risultati

### Campionato

#### Girone di andata
| Arbitro: | Velotto (Grosseto) |

|                       |           |  |
| Caridi 66’ Corona 67’ | Marcatori |  |

| Frosinone 7 settembre 2008, ore 15:00 2ª giornata | Frosinone      | 0 – 0 | Bari | Stadio Comunale\| Arbitro: \| Romeo (Verona) \| |
| Arbitro:                                          | Romeo (Verona) |       |      |                                                 |

| Arbitro: | Banti (Livorno) |

|                                                     |           |                     |
| Tricarico 40’ Di Napoli 56’ Fava Passaro 68’ (rig.) | Marcatori | 8’, 82’ (rig.) Eder |

| Arbitro: | Giannoccaro (Lecce) |

|         |           |  |
| Eder 5’ | Marcatori |  |

| Arbitro: | C. Russo (Nola) |

|                               |           |                                |
| Paloschi 18’ C. Lucarelli 51’ | Marcatori | 13’ Santoruvo 57’ (rig.) Dedic |

| Arbitro: | Calvarese (Teramo) |

|            |           |  |
| Eder 45+1’ | Marcatori |  |

| Arbitro: | Scoditti (Bologna) |

|                     |           |           |
| Gorzegno 45+1’, 81’ | Marcatori | 55’ Dedic |

| Arbitro: | Celi (Campobasso) |

|                                                              |           |                        |
| F. Rossini 7’, 37’ Loviso 11’ Pulzetti 17’ Tavano 75’ (rig.) | Marcatori | 54’ Santoruvo 89’ Eder |

| Arbitro: | Baracani (Firenze) |

|                                |           |                 |
| Eder 43’ Dedic 62’ (rig.), 73’ | Marcatori | 35’ Vantaggiato |

| Avellino 25 ottobre 2008, ore 16:00 10ª giornata | Avellino            | 0 – 0 | Frosinone | Stadio Partenio\| Arbitro: \| Giannoccaro (Lecce) \| |
| Arbitro:                                         | Giannoccaro (Lecce) |       |           |                                                      |

| Arbitro: | Calvarese (Teramo) |

|              |           |  |
| Scarlato 40’ | Marcatori |  |

| Arbitro: | Cavarretta (Trapani) |

|                            |           |                          |
| Tabbiani 47’ Ardemagni 74’ | Marcatori | 24’ Biso 45+1’ Antonazzo |

| Arbitro: | Dondarini (Finale Emilia) |

|  |           |          |
|  | Marcatori | 79’ Lodi |

| Arbitro: | Girardi (San Donà di Piave) |

|                         |           |  |
| Fantini 45’ Troiano 75’ | Marcatori |  |

| Arbitro: | Saccani (Mantova) |

|                       |           |  |
| Scarlato 27’ Biso 85’ | Marcatori |  |

| Arbitro: | Calvarese (Teramo) |

|                                       |           |           |
| Joelson 37’ Degano 45+1’ G. Greco 83’ | Marcatori | 38’ Diogo |

| Arbitro: | N. Stefanini (Prato) |

|                     |           |                     |
| Dedic 18’ Diogo 52’ | Marcatori | 11’, 74’ Pensalfini |

| Arbitro: | Scoditti (Bologna) |

|                        |           |                                  |
| Ruopolo 74’ Caremi 82’ | Marcatori | 45+1’ (rig.) Dedic 58’ Antonazzo |

| Frosinone 21 dicembre 2008, ore 15:00 19ª giornata | Frosinone       | 0 – 0 | Vicenza | Stadio Comunale\| Arbitro: \| C. Russo (Nola) \| |
| Arbitro:                                           | C. Russo (Nola) |       |         |                                                  |

| Cittadella 10 gennaio 2009, ore 16:00 20ª giornata | Cittadella         | 0 – 0 | Frosinone | Stadio Piercesare Tombolato\| Arbitro: \| Calvarese (Teramo) \| |
| Arbitro:                                           | Calvarese (Teramo) |       |           |                                                                 |

| Arbitro: | Brighi (Cesena) |

|                            |           |  |
| Cavalli 10’ Di Roberto 84’ | Marcatori |  |

#### Girone di ritorno
| Arbitro: | Mazzoleni (Bergamo) |

|              |           |                        |
| Scarlato 38’ | Marcatori | 29’ (rig.), 82’ Corona |

| Arbitro: | Pinzani (Empoli) |

|                          |           |             |
| Lanzafame 52’ Caputo 82’ | Marcatori | 50’ Cavalli |

| Arbitro: | Romeo (Verona) |

|  |           |                                    |
|  | Marcatori | 75’ Fava Passaro 90+4’ Ciaramitaro |

| Arbitro: | Baracani (Firenze) |

|          |           |                         |
| Smit 47’ | Marcatori | 29’ Antonazzo 84’ Diogo |

| Arbitro: | Tagliavento (Terni) |

|             |           |                                  |
| Cavalli 14’ | Marcatori | 72’ Manzoni 90+1’ (aut.) Lucenti |

| Arbitro: | Tommasi (Bassano del Grappa) |

|                     |           |                                         |
| Scarlato 32’ (aut.) | Marcatori | 10’, 76’ Cariello 31’ Eder 50’ Scarlato |

| Arbitro: | Trefoloni (Siena) |

|  |           |                                         |
|  | Marcatori | 21’, 90’ (rig.) A. Caracciolo 74’ Okaka |

| Arbitro: | Giannoccaro (Lecce) |

|          |           |            |
| Eder 36’ | Marcatori | 34’ Tavano |

| Rimini 14 marzo 2009, ore 16:00 30ª giornata | Rimini             | 0 – 0 | Frosinone | Stadio Romeo Neri\| Arbitro: \| Scoditti (Bologna) \| |
| Arbitro:                                     | Scoditti (Bologna) |       |           |                                                       |

| Arbitro: | Gava (Conegliano) |

|               |           |  |
| Eder 33’, 68’ | Marcatori |  |

| Arbitro: | Calvarese (Teramo) |

|                                         |           |  |
| E. Ferraro 30’ Volpato 58’ Avogadri 64’ | Marcatori |  |

| Arbitro: | Romeo (Verona) |

|                         |           |                          |
| Diogo 59’ Antomazzo 89’ | Marcatori | 31’ Granoche 66’ Gorgone |

| Arbitro: | Tommasi (Bassano del Grappa) |

|           |           |           |
| Buscé 88’ | Marcatori | 27’ Diogo |

| Arbitro: | Ayroldi (Molfetta) |

|          |           |  |
| Eder 68’ | Marcatori |  |

| Arbitro: | Marelli (Como) |

|                     |           |           |
| Soncin 29’ Cani 67’ | Marcatori | 21’ Diogo |

| Arbitro: | Tagliavento (Terni) |

|          |           |             |
| Eder 58’ | Marcatori | 16’ Viviani |

| Arbitro: | C. Russo (Nola) |

|             |           |          |
| Noselli 72’ | Marcatori | 68’ Eder |

| Arbitro: | Romeo (Verona) |

|                        |           |  |
| Dedic 52’ Elsneg 90+5’ | Marcatori |  |

| Arbitro: | Baracani (Firenze) |

|  |           |          |
|  | Marcatori | 29’ Eder |

| Arbitro: | Giannoccaro (Lecce) |

|           |           |  |
| Guidi 80’ | Marcatori |  |

| Arbitro: | C. Russo (Nola) |

|                  |           |              |
| Cordova 39’, 82’ | Marcatori | 49’ Scarlato |

### Coppa Italia
| Arbitro: | Tozzi (Lido di Ostia) |

|  |           |                            |
|  | Marcatori | 68’ Cafiero 90+2’ N. Russo |